# Josef Zajíc (lední hokejista)
Josef Zajíc (* 7. září 1968, Praha) je bývalý hráč ledního hokeje a dlouholetý kladenský kapitán. V roce 2015 úspěšně získal trenérskou licenci na FTVS. Od roku 2008 do roku 2010 působil jako hokejový expert v České televizi.
Josef Zajíc se již od útlého věku věnoval nejrůznějším sportům, které v něm probudily touhu vyhrávat a dělat vše naplno. K hokeji ho přivedli rodiče, kteří ho podporovali během jeho celé hokejové kariéry. Tu začal v Uhelných skladech Praha. V roce 1982 odešel do Kladna, ve kterém hrál za všechny mládežnické kategorie a následně se úspěšně dostal "A" týmu. V Kladně působil až do roku 1990, kdy nastoupil na vojnu v Trenčíně. Trenčínský hokejový tým HC Dukla Trenčín v sezóně 1991/92 získal titul "Mistra" Československé hokejové ligy. Z Trenčína se vrátil na Kladno, kde působí do roku 1998 s roční pauzou v hokejovém týmu Pardubic. Josef Zajíc působil rovněž v Německu. Dva roky hrál jako útočník v Moskitos Essen a další dva roky v Revierlöwen Oberhausen. Po německém angažmá se vrátil do kladenského týmu, se kterým slavil postup do Extraligy. Vrcholovou kariéru ukončil v roce 2006. Své hokejové zkušenosti poté uplatnil ještě v nižších hokejových soutěžích. Během své hokejové kariéry se nebál jít do každého souboje naplno, a dokonce se v sezóně 2003/2004 stal nejtrestanějším hráčem.
Po ukončení hokejové kariéry se stal hokejovým expertem v České televizi do roku 2010. Bohaté hokejové zkušenosti a znalosti uplatnil jako sportovní manažer HC Mountfield České Budějovice. Od roku 2012 do roku 2016 pracoval na pozici generálního manažera kladenské hokejové mládeže. Rovněž měl možnost si zde vyzkoušet pozici asistenta trenéra "A" týmu. V týmu HC Hvězda Praha se vrátil k trenérské činnosti. V současné době se věnuje jak trenérské tak manažerské činnosti v hokejovém klubu Kralupy nad Vltavou. Od roku 2017 je členem týmu Czech Ice Hockey Academy, která nabízí tréninkové programy hokejovým klubům v České republice i v zahraničí. Od roku 2020 působí u sportovní agentury Sport Invest.
Mezi jeho záliby patří psychologie jednotlivce, filozofie, bojové sporty či mentální koučink. Rodák z Prahy avšak kladenský srdcař bydlí se svou početnou rodinou - manželkou Petrou, dcerami Petrou a Ellen a synem Josefem nedaleko Kladna.

## Hokejová a trenérská kariéra
| Rok         | Hokejový klub                                 | Pozice                                       |
| ----------- | --------------------------------------------- | -------------------------------------------- |
| 2019 – 2020 | HC Rytíři Kladno                              | Šéftrenér mládeže HC Rytíři Kladno           |
| 2017 – 2019 | HK Kralupy nad Vltavou                        | Sportovní ředitel mládeže, trenér "A" týmu   |
| 2016 – 2017 | HC Hvězda Praha                               | Trenér                                       |
| 2012 – 2016 | HC Rytíři Kladno                              | Sportovní manažer, asistent trenéra "A" týmu |
| 2010 – 2012 | HC Mountfield České Budějovice                | Sportovní manažer                            |
| 2008 - 2009 | HK Slaný                                      | Útočník                                      |
| 2007 – 2008 | HC Řisuty                                     | Útočník                                      |
| 2006 – 2007 | HC Berounští Medvědi, HC Most                 | Útočník                                      |
| 2002 – 2006 | HC Rabat Kladno                               | Útočník                                      |
| 1998 – 2002 | DEL – Moskitos Essen a Revierlöwen Oberhausen | Útočník                                      |
| 1995 – 1998 | HC Kladno                                     | Útočník                                      |
| 1994 – 1995 | HC Pardubice                                  | Útočník                                      |
| 1992 – 1994 | HC Kladno                                     | Útočník                                      |
| 1991 – 1992 | HC Dukla Trenčín                              | Útočník                                      |
| 1987 – 1990 | Poldi SONP Kladno                             | Útočník                                      |

## Hokejové úspěchy
- Juniorský reprezentant U17, U18, U20
- Hokejová reprezentace "A" tým
- Vítěz Československé hokejové ligy 1991/1992
- Třetí místo v české extralize - HC Kladno 1993/94
- Vítěz 2. německé ligy (2. Bundesliga) - Moskitos Essen 1998/1999